# Gobelet jetable
Pour les articles homonymes, voir gobelet.

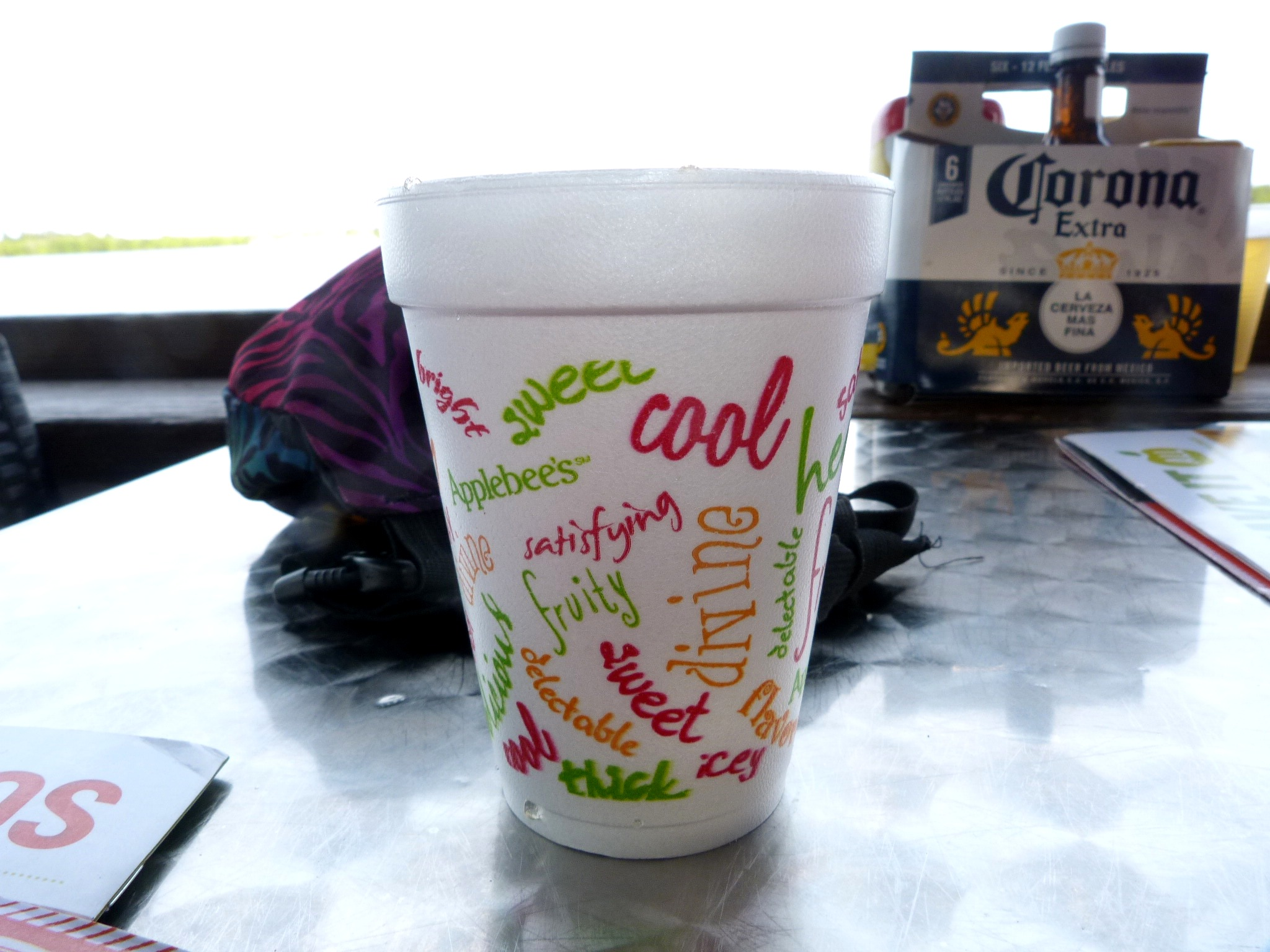
Un gobelet jetable en polystyrène expansé.

Le gobelet jetable est un gobelet destiné à être jeté ou détruit après une seule utilisation. Il peut être fait de carton ou de matière plastique.

## Histoire
Le gobelet en papier jetable en forme de cône a été inventé en 1908 par Lawrence Luellen, et en 1912 Luellen et Hugh Moore ont commencé à commercialiser le Health Kup, un autre gobelet jetable en papier. Le Health Kup a été conçu pour créer un moyen pour les gens de boire de l'eau dans des barils d'eau publics sans propager de germes, ce qui se produisait lorsque les gens utilisaient une tasse ou une louche commune (partagée) pour retenir l'eau. Le Health Kup a ensuite été renommé Dixie Cup et a été nommé d'après une marque de poupées. Luellen et Moore ont ensuite développé un gobelet à crème glacée en papier jetable, qui comprenait des couvercles avec des images de sportifs, de stars de cinéma et d'animaux.

## Gobelet en carton
La surface intérieure des gobelets en carton est souvent recouverte d'une couche plastifiée ou cirée permettant de le rendre étanche. Certains gobelets en carton ont une double paroi qui permet d'isoler le contenu, chaud ou froid, de la main du consommateur.

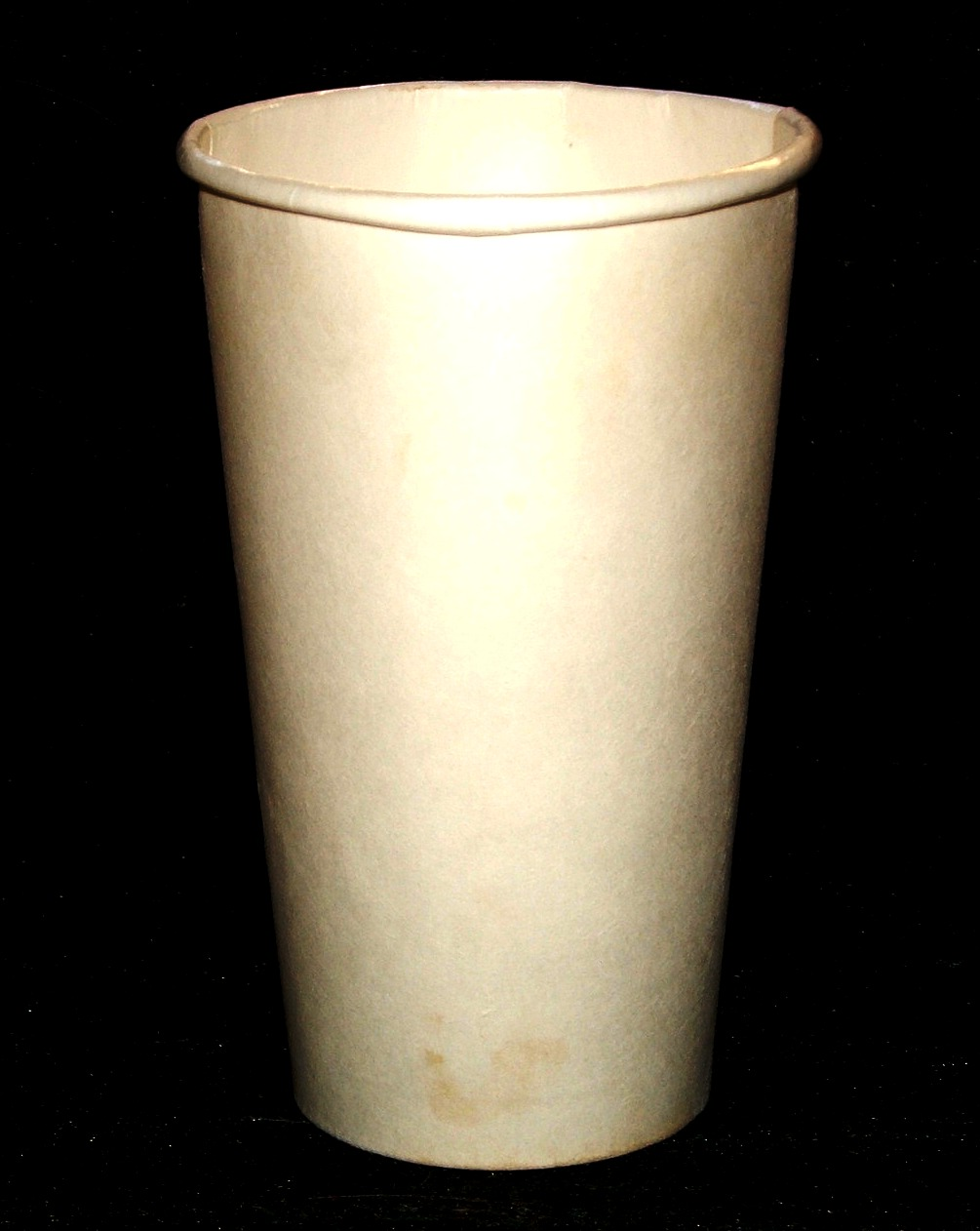
Gobelet en carton paraffiné.
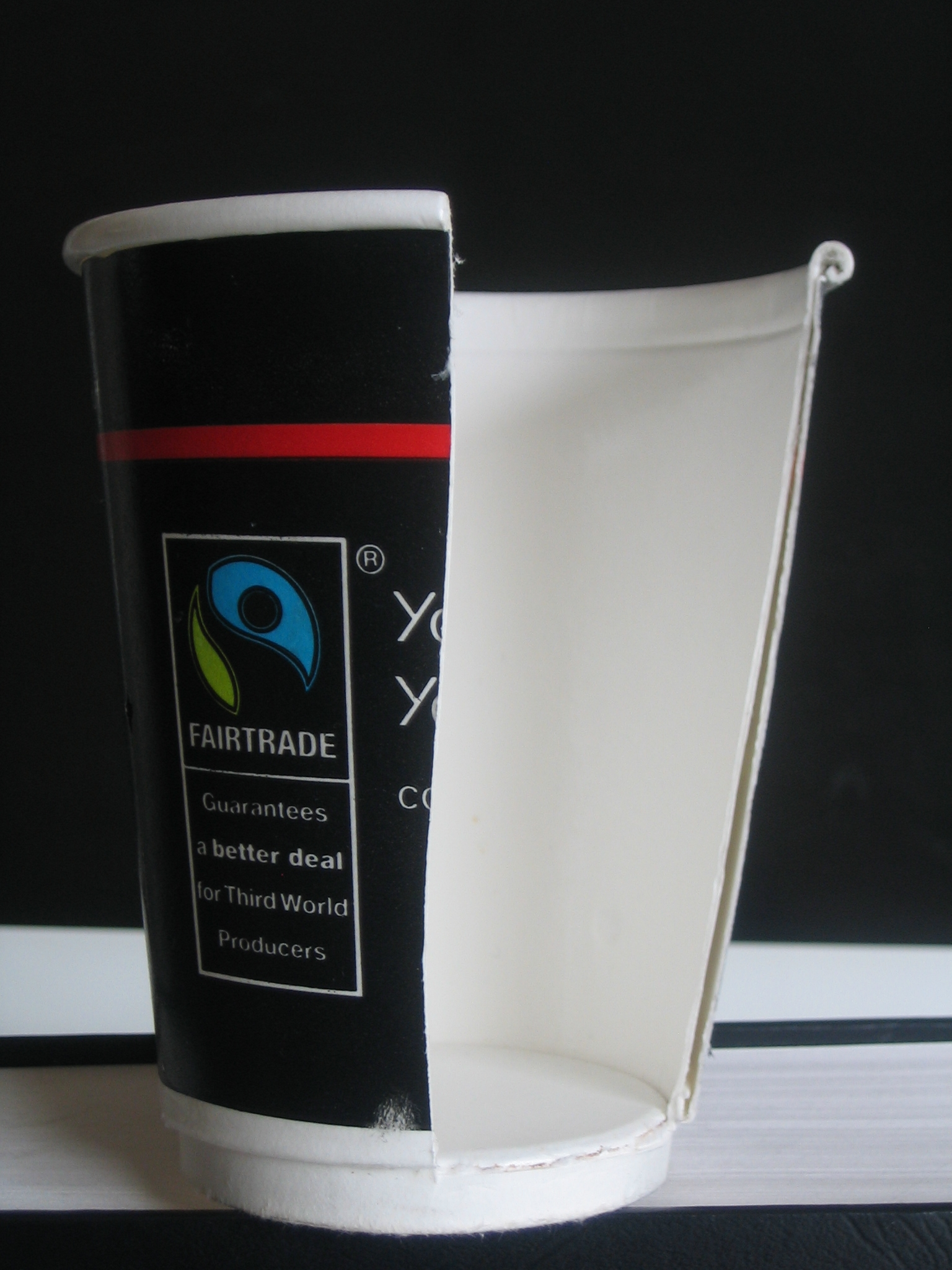
Gobelet en carton à double paroi.

## Gobelet en plastique
Contrairement au gobelet en carton, le procédé de moulage plastique permet des parois uniques, extrêmement fines, avec une cadence de production plus élevée. Il est généralement de couleur blanche ou translucide ; leur paroi mince est fragile et peu isolante. Ces gobelets sont très rarement réutilisables.

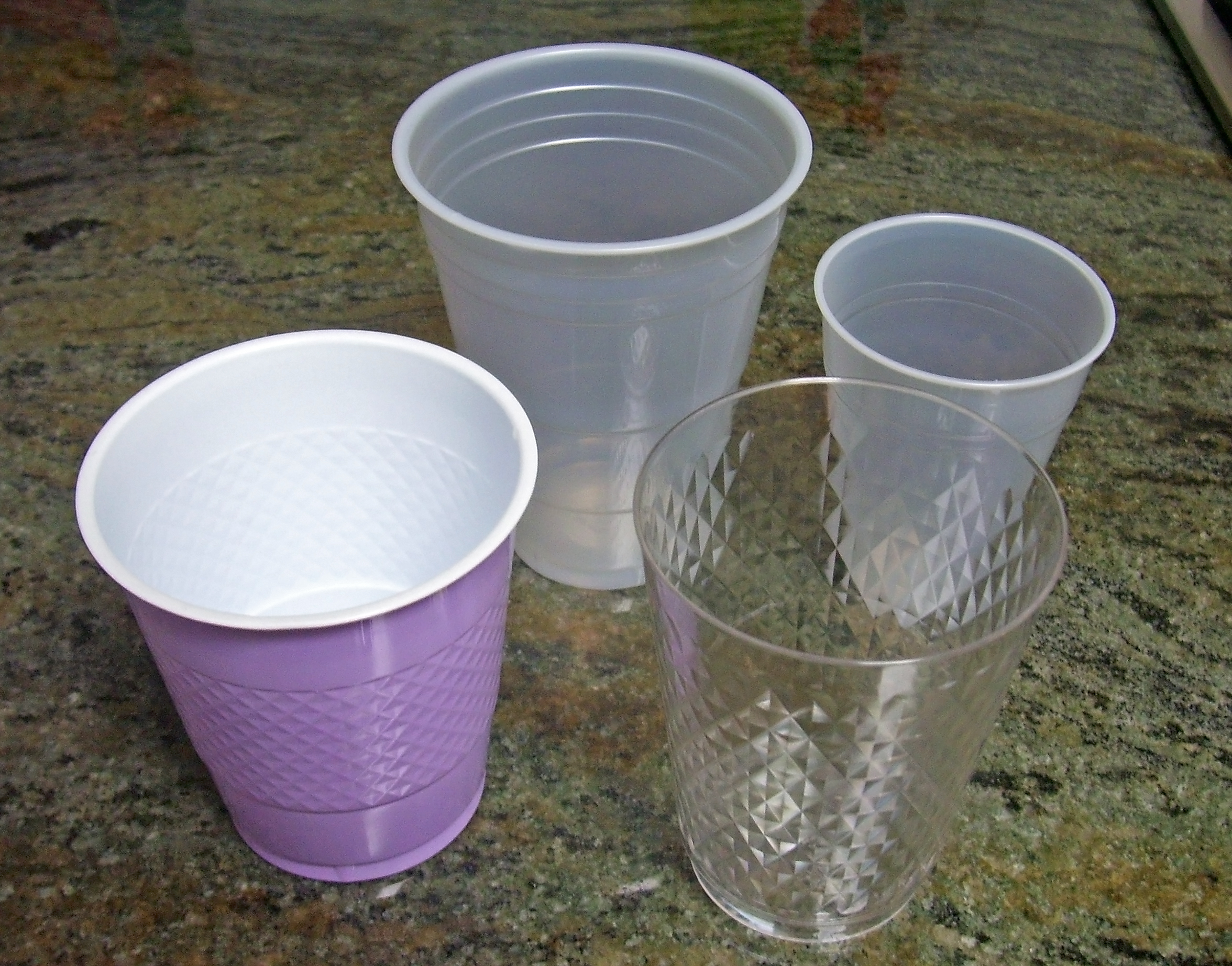
Des gobelets en plastique mince (non-réutilisable).
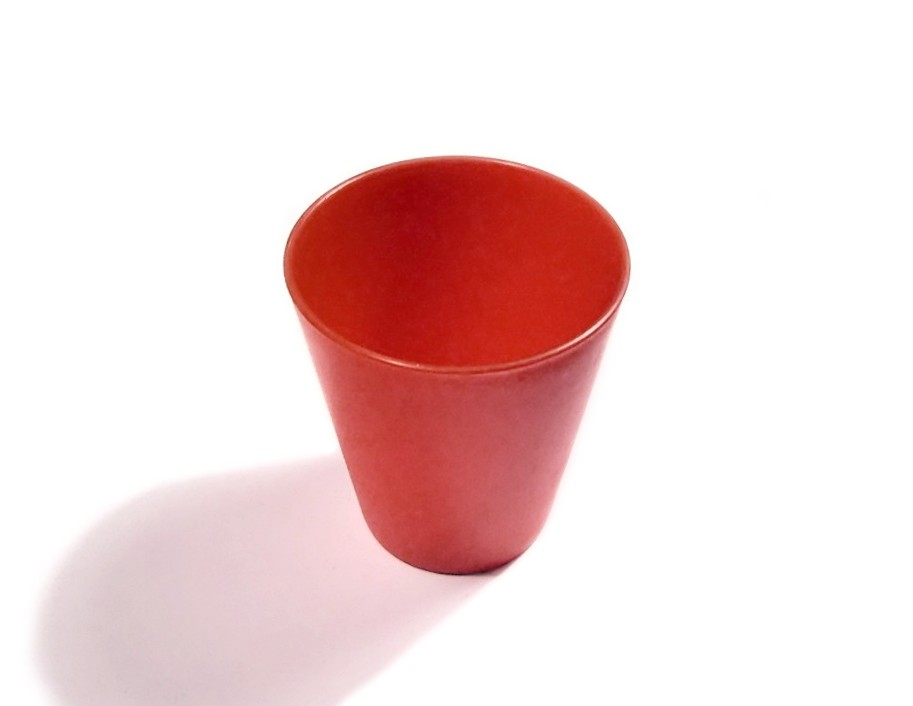
Un gobelet en plastique épais (gobelet réutilisable).

## Impact environnemental

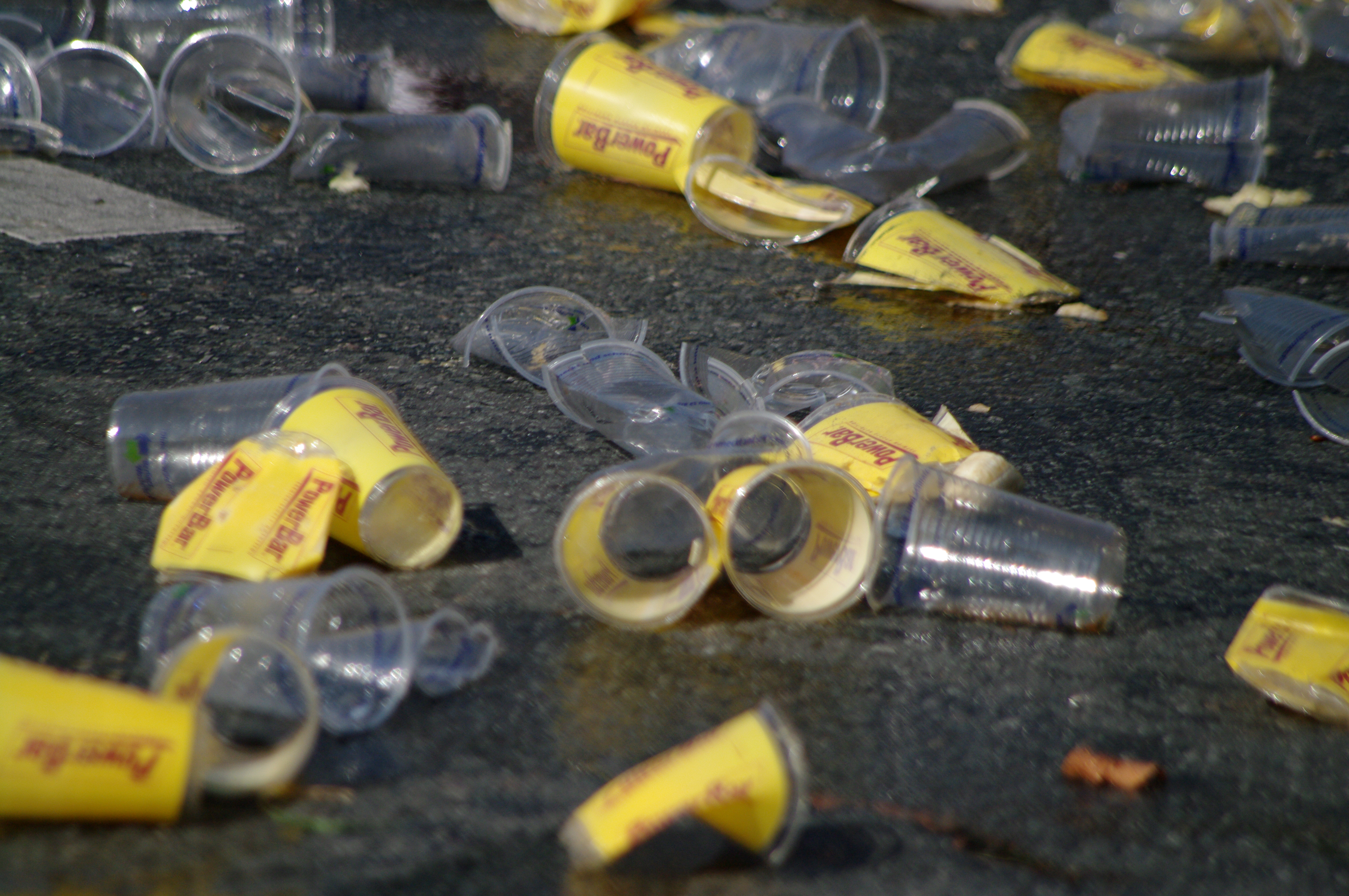
Des gobelets en plastiques jetés sur le sol par les coureurs du marathon de Berlin 2011.

Beaucoup de gobelets en plastique sont conçus pour un usage unique suivi de leur élimination ou recyclage. L'analyse du cycle de vie comparant les effets environnementaux des gobelets en carton et de ceux en plastique ne favorise ni l'un ni l'autre. De même, leurs avantages ou inconvénients face aux gobelets réutilisables et lavables faits d'autres matières (verre, céramique, métal, etc.) est difficile à déterminer en raison du grand nombre de facteurs impliqués.
Selon une étude d'étudiants de l'École polytechnique fédérale de Lausanne, les gobelets jetables utilisent quatre fois plus de ressources naturelles que les gobelets réutilisables. Pour les gobelets jetables, les ressources sont consommées pour leur grande majorité lors du processus de fabrication, le reste étant consommé en fin de vie. Pour les gobelets réutilisables, la quasi-totalité des ressources consommées sont consacrées au lavage.
Les gobelets réutilisables sont une meilleure solution que les gobelets jetables incinérés (en PLA ou PP) si le taux de retour est supérieur à 90 % et à 95 % si les gobelets jetables (PLA ou PP) sont recyclés.
Le taux de retour habituellement observé est de 70 %, entre 65 % et 75 %.